# 피트 윌리스
피트 윌리스(Pete Willis, 1960년 2월 16일 ~ )는 잉글랜드의 기타리스트로, 데프 레퍼드의 일원으로 활동하기도 했다.